# Egglestonichthys melanoptera
Egglestonichthys melanoptera is een straalvinnige vissensoort uit de familie van grondels (Gobiidae). De wetenschappelijke naam van de soort is voor het eerst geldig gepubliceerd in 1971 door Visweswara Rao.